# Oliarus koele
Oliarus koele är en insektsart som beskrevs av Giffard 1925. Oliarus koele ingår i släktet Oliarus och familjen kilstritar. Inga underarter finns listade i Catalogue of Life.